# المهرج (فلم 2011)
المهرج (بالبرتغالية: O Palhaço) هو فيلم دراما كوميدية برازيلي أنتج عام 2011. الفيلم ثاني انتاج للمخرج سيلتون ميلو، الذي يلعب دور البطولة فيه أيضًا.
تم اختيار الفيلم ليكون المدخل البرازيلي لجائزة الأوسكار لأفضل فيلم بلغة أجنبية في حفل توزيع جوائز الأوسكار الخامس والثمانون، لكنه لم يترشح للجائزة.

## القصة
يتتبع الفيلم قصة الأب والابن بنجامين وفالديمار، اللذين يعملان كمهرجين، وهما يكسبان عيشهم من السفر عبر البلاد مع سيرك هوب، دون عنوان ثابت أو أوراق ثبوتية. يسرد الفيلم قصة الابن المهرج بنجامين، والذي يعيش في أزمة نفسية، ويعتقد أنه لم يعد مضحكا بعد الآن. ويزيد الوضع سوءًا الضروف الاقتصادية والفقر وضغوط الإدارة التي تقع على كاهله. ويصبح حلمه هو امتلاك منزل ثابت ورقم في الضمان وعمل براتب شهري والأهم من كل ذلك امتلاك مروحة.

## قائمة الممثلين
- باولو خوسيه بدور الأب فالديمار والمهرج بيرو.
- سيلتون ميلو بدور الابن بنجامين والمهرج بنغاري.
- لاريسا مانويلا بدور جيلهيرمينا.
- فابيانا كارلا بدور تونها.
- موسير فرانكو بدور ديفينادو جوستو

## الانتاج
تم تصوير الفيلم في مارس وأبريل من عام 2010 في مدينة بايلينيا التابعة لولاية ساو باولو. كما أن بعض المشاهد في صورت في بلدية ليما دوارتي التابعة لولاية ميناس جرايس.
قال مخرج وبطل الفيلم سيلتون ميلو في مقابلة أن الفيلم "مزيج من طريقة تمثيل الممثل أوسكاريتو والممثل ديدي وفيلم باي باي برازيل". كما قال إن الإنتاج ساعده في التخلص من الاكتئاب. عرض ميلو السيناريو للممثلين واغنر مورا ورودريغو سانتورو، وعرض عليهم الدور الرئيسي، لكن الجدول الزمني منع كلاهما من قبول الدعوة.

## الجوائز
جوائز جمعية ساو باولو لنقاد الفن
- فائز بجائزة أفضل إخراج: سيلتون ميلو.

مهرجان بايلينيا للسينما 4
- فائز بجائزة أفضل إخراج: سيلتون ميلو.
- فائز بجائزة أفضل كاتب سيناريو: سيلتون ميلو ومارسيلو فينديكاتو.
- فائز بجائزة أفضل ممثل مساعد: موسير فرانكو.
- فائز بجائزة أفضل تصميم أزياء: كيكا لوبيز